# Wilhelm von Drigalski

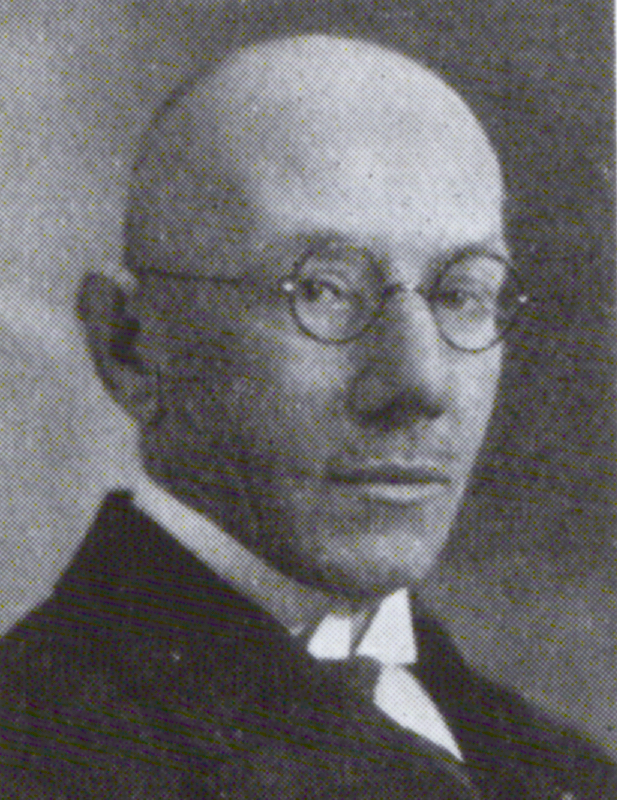
Wilhelm von Drigalski, vor 1931

Bei einer Berliner Delegationsreise 1929 in Washington, D.C. (von links nach rechts): Oberbürgermeister Gustav Böß und US-Außenminister Henry L. Stimson (sitzend), stehend die drei Stadträte Wilhelm Benecke, Jens Nydahl und Wilhelm von Drigalski sowie Otto Kiep, Botschaftsrat bei der Deutschen Botschaft in Washington, D.C.

Karl Rudolf Arnold Arthur Wilhelm von Drigalski (* 21. Juni 1871 in Dresden; † 12. Mai 1950 in Wiesbaden) war ein deutscher Bakteriologe, der als Stadtmedizinalrat und preußischer Oberstabsarzt der Landwehr wirkte.

## Familie
(Karl) Wilhelm von Drigalski war der Sohn des preußischen Hauptmanns und Redakteurs Arthur von Drigalski (1834–1897) und der Minna von Drigalski geborene Kuhn (1840–1900).
Er heiratete am 5. März 1905 in Wiesbaden die Schriftstellerin Liesbet Dill, Tochter des Dudweiler Guts- und Brauereibesitzers Friedrich Wilhelm Dill und der Elisabeth Dill geborene Bottler, und zeugte mit ihr die Tochter Leonore (* 1912) und den Sohn Wolfgang von Drigalski (1907–1943).

## Leben
Von Drigalski erwarb 1890 das Reifezeugnis und studierte anschließend an der Kaiser-Wilhelm-Akademie für das militärärztliche Bildungswesen. 1895 wurde er an der Friedrich-Wilhelms-Universität in Berlin promoviert. Danach war er bis 1907 Sanitätsoffizier.
Im Jahr 1901 hatten er und Heinrich Conradi bei Gesunden die Dauerausscheidung von Typhusbazillen nachgewiesen. 1905 wurde von Drigalski zum Titularprofessor ernannt. Im darauf folgenden Jahr habilitierte er sich an der Technischen Hochschule Hannover, 1907 folgte die Umhabilitierung an die Universität Halle. Im Ersten Weltkrieg wurde er unter anderem auf dem Balkan und an der Westfront eingesetzt. Von 1915 bis 1916 war er Gouvernementsarzt in Brüssel.
Im Jahr 1919 trat er in die Deutsche Demokratische Partei ein. Seit 1921 war er mit der Erfassung von sogenannten „schwachsinnigen“ Familien beschäftigt und hielt seit 1923 Vorlesungen über Rassenhygiene. Von 1925 bis 1933 leitete er das öffentliche Gesundheitswesen in Berlin. Am 12. Juni 1927 fand unter seinem Vorsitz die Gründungsversammlung der Vereinigung öffentlicher Eheberatungsstellen statt. Wegen Ortsabwesenheit wurde ihm 1937 von der Universität Halle die Lehrbefugnis entzogen. In den folgenden Jahren arbeitete er als Schiffsarzt sowie als Betriebsarzt und praktischer Arzt. Nach dem Zweiten Weltkrieg war er Ministerialrat im hessischen Innenministerium.
Nach ihm wurde auch der Drigalskispatel benannt, der in der Mikrobiologie zum Ausstreichen einer Probe z. B. auf einem in Petrischale befindlichen Gelmedium dient. Er besteht aus Glas, Metall oder Kunststoff.